# Vanellus resplendens
Vanellus resplendens é uma espécie de ave da família Charadriidae.
Pode ser encontrada nos seguintes países: Argentina, Bolívia, Chile, Colômbia, Equador e Peru.
Os seus habitats naturais são: campos rupestres subtropicais ou tropicais, rios, pântanos e pastagens.